# Melitone di Sardi
Melitone di Sardi (... – Sardi, attorno al 190) fu un padre apologeta del II secolo; secondo la tradizione fu vescovo di Sardi, in Lidia (Asia Minore).
Fu considerato una grande autorità nella Chiesa dei primi secoli.
Secondo Eusebio di Cesarea, fu martirizzato verso il 190. Viene celebrato il 1º aprile, ma il suo nome non compare nel Martirologio Romano.

## Opera
Di lui sono fondamentalmente note alcune questioni:
- la difesa dell'uso asiatico di celebrare la Pasqua il 14 del mese di Nisan, la cosiddetta Pasqua quartodecimana, come riportato da Eusebio nella Storia ecclesiastica;
- nella sua opera Omelia sulla Pasqua sviluppa una lunga esegesi del capitolo XII del libro dell'Esodo. Nell'omelia compare, sembra per la prima volta, l'idea di deicidio da parte dei Giudei[2]. Sebbene appaia improbabile che Melitone volesse fomentare l'antisemitismo, anche alla luce della sua difesa della Pasqua quartodecimana, quest'idea fu ripresa in seguito in chiave antisemitica;
- in un'apologia indirizzata all'imperatore Marco Aurelio, tra il 169 e il 177, Melitone argomenta la comunanza di destini che lega la Chiesa cristiana con l'Impero romano, in quanto nati nello stesso periodo. Secondo le testimonianze di Gennadio di Marsiglia e Origene, Melitone teorizzò la corporeità di Dio Padre, in aggiunta a quella di Dio Figlio. Nella stessa opera, trasse la concezione di un impero cristiano che identificava i corpi sociali con lo stesso Corpo di Dio, fatto ipotizzabile dalla sua ampia citazione nel De civitate Dei e dall'attuazione nel regno di Carlo Magno[3];
- presenta il paragone tra l'Antico Testamento e il Nuovo Testamento (come una verità che rompe gli schemi) in una serie di Egloghe (quasi totalmente perdute), in sei libri di estratti della Legge e dei Profeti che predicono Cristo e il cristianesimo;
- un testo citato da Eusebio contiene il canone famoso Testamento di Melitone.

L'omelia pasquale e un probabile frammento delle sue opere sono contenuti nei Papiri Bodmer. Ha lasciato una delle più antiche testimonianze cristiane che menzionano l'Immacolata Concezione («agnella senza macchia») e la verginità della madre di Dio («si incarnò nel seno della Vergine»):
(L'agnello immolato ci strappò dalla morte)